# 曼特諾鎮區 (伊利諾伊州坎卡基縣)
曼特諾鎮區（英語：Manteno Township）是位於美國伊利諾伊州坎卡基縣的一個行政鎮區。

## 地方資料
根據2010年美國人口普查的數據，曼特諾鎮區的面積為95.00平方千米，當中陸地面積為94.70平方千米，而水域面積為0.30平方千米。當地共有人口10877人，而人口密度為每平方千米114.49人。